# 1,3-Дициклогексилкарбодиимид
Дициклогексилкарбодиимид — реагент, широко применяющийся в органическом синтезе. Представляет собой белое твёрдое вещество с тяжёлым сладким запахом и низкой температурой плавления. Используется, в основном, как сшивающий и водоотнимающий реагент в синтезе амидов, эфиров и ангидридов, а также в ряде других превращений.

## Получение
Дициклогексилкарбодиимид может быть получен из дициклогексилмочевины под действием оксида фосфора(V). Другой метод основан на реакции между циклогексиламином и циклогексилизоцианидом.

## Физические свойства
Дициклогексилкарбодиимид хорошо растворим в хлористом метилене, тетрагидрофуране, ацетонитриле, диметилформамиде.

## Применение в органическом синтезе
Основная область применения данного реагента — синтез амидов, эфиров и ангидридов, где он проявляет свойства мощного водоотнимающего агента. Уже после первых сообщений об открытии в 1955 году дициклогексилкарбодиимид стал применяться в синтезе пептидов и других реакциях, где происходит формирование амидной связи. Типичная методика заключается в добавлении реагента (1,1 экв.) к концентрированному (0,1—1,0 М) раствору карбоновой кислоты (1 экв.), амина (1 экв.) и катализатора в хлористом метилене или ацетонитриле при 0 °С. В ходе реакции образуется осадок дициклогексилмочевины (продукта гидратации дициклогексилкарбодиимида). Как правило, реакция заканчивается через час. В качестве растворителей используются также тетрагидрофуран и диметилформамид, однако они уменьшают скорость реакции и вызывают образование побочного продукта N-ацилмочевины, а также рацемизацию хиральных карбоновых кислот. Эти проблемы можно решить путём добавления сшивающих реагентов типа гидроксибензотриазола (HOBt), гидроксисукцинимида (HOSu) и др. Эти добавки необходимы также в тех случаях, когда реагенты являются затруднёнными либо когда нуклеофильные свойства амина понижены.
Дициклогексилкарбодиимид применяется в синтезе ангидридов. Среди аналогичных реагентов (уксусный ангидрид, трифторуксусный ангидрид, оксид фосфора и др.) он является одним из самых эффективных, простых и мягких.
Также дициклогексилкарбодиимид катализирует реакцию окисления первичных и вторичных спиртов под действием диметилсульфоксида (реакция Моффата).

## Хранение и использование
Дициклогексилкарбодиимид вызывает острое раздражение кожи у чувствительных людей. Вещество имеет низкую температуру плавления, поэтому с ним удобно обращаться в жидком состоянии. Работать с дициклогексилкарбодиимидом необходимо под тягой и в перчатках, а хранить его следует вне доступа влаги.